# Ǫ́
Ǫ́ (minuscule : ǫ́), appelé O accent aigu ogonek, est une lettre latine utilisée dans l’écriture du chipewyan, du danezaa, de l’inapari du navajo, et du vieux norrois.
Il s’agit de la lettre O diacritée d’un accent aigu et d’un ogonek.

## Représentations informatiques
Le O accent aigu ogonek peut être représenté avec les caractères Unicode suivants : 
- précomposé et normalisé NFC (latin étendu B, diacritiques) :

| formes    | représentations | chaînes de caractères | points de code | descriptions                                             |
| --------- | --------------- | --------------------- | -------------- | -------------------------------------------------------- |
| capitale  | Ǫ́               | Ǫ◌́                    | U+01EA U+0301  | lettre majuscule latine o ogonek diacritique accent aigu |
| minuscule | ǫ́               | ǫ◌́                    | U+01EB U+0301  | lettre minuscule latine o ogonek diacritique accent aigu |

- décomposé et normalisé NFD (latin de base, diacritiques) :

| formes    | représentations | chaînes de caractères | points de code       | descriptions                                                         |
| --------- | --------------- | --------------------- | -------------------- | -------------------------------------------------------------------- |
| capitale  | Ǫ́               | O◌̨◌́                   | U+004F U+0328 U+0301 | lettre majuscule latine o diacritique ogonek diacritique accent aigu |
| minuscule | ǫ́               | o◌̨◌́                   | U+006F U+0328 U+0301 | lettre minuscule latine o diacritique ogonek diacritique accent aigu |